# XEmacs
XEmacs是GNU Emacs的分支，至今仍保持著相當的兼容性，並已移植到Windows作業系統。
XEmacs使用 Emacs Lisp 的強大擴充性的程式語言，從而實現了包括程設、編譯乃至網路瀏覽等等功能的擴充套件。XEmacs最著名的功能是處理多國語言，而且能在同一份文件中同時處理多種不同語文。